# EastMed-pijpleiding
De EastMed-pijpleiding (afkorting van Eastern Mediterranean pipeline, Engels voor Oostmediterrane pijpleiding) is een geplande onshore- en offshore-aardgastransportleiding die een verbinding zal vormen tussen de energievoorraden in het oostelijk Middellandse Zeegebied naar het Griekse vasteland via Cyprus en Kreta. Het project bevindt zich anno 2020 in de ontwerpfase. De pijpleiding zal aardgas transporteren vanaf gasvoorraden in de Levantijnse Zee naar Griekenland, in samenspel met de Poseidon- en IGB-pijpleiding (Interconnector Griekenland-Bulgarije) naar Italië en andere Europese regio’s. De EastMed-pijpleiding wordt 1900 kilometer lang en komt op maximaal 3 kilometer diepte te liggen, met een transportcapaciteit van 10 miljard kubieke meter per jaar. De aanleg van de pijpleiding zal naar verwachting 7 jaar in beslag nemen en ongeveer 7 miljard dollar kosten. De pijpleiding wordt ontwikkeld door IGI Poseidon S.A., een 50%-50%-joint venture van het Griekse gasnutsbedrijf DEPA en het Italiaanse gasnutsbedrijf Edison.

## Tijdlijn
In 2013 werd de bouw van de EastMed-pijpleiding via de EU-verordening 347/2013 aangewezen als project van gemeenschappelijk belang en gedurende 2015-2018 leverde de Europese Commissie een bijdrage van ruim €34,5 miljoen om de technische, economische en milieukundige studies voor het project te voltooien.
De Energiedriehoek van Griekenland, Cyprus en Israël ondertekende een intergouvernementele overeenkomst voor de EastMed-pijpleiding in Tel Aviv op 20 maart 2019 in aanwezigheid van de Amerikaanse minister van Buitenlandse Zaken Mike Pompeo, als teken van de steun van Washington aan dit project. De Amerikaanse belangstelling voor de aardgastransportleiding wordt verklaard door de eis van de Amerikaanse regering dat de Europese partners een diversificatiebeleid voor hun energie-import nastreven. De pijpleiding zal de Europese gasvoorraden diversifiëren en de afhankelijkheid van Russisch gas verminderen.
Op 7 mei 2019 stelde de Italiaanse premier Giuseppe Conte tijdens een evenement nabij Rome dat Italië de aanleg van de Poseidonpijpleiding zou afkeuren. Deze interconnector zou het laatste deel van de EastMed-pijpleiding vormen tussen Griekenland en Italië via de Adriatische Zee, wat het gehele project ter discussie stelde. Op 1 januari 2020 werd echter bekend dat de Italiaanse minister van Economische Ontwikkeling Stefano Patuanelli een steunbetuiging voor de EastMed-pijpleiding naar zijn Griekse evenknie had gezonden, waarmee de deelname van Italië aan het project werd herbevestigd.
Op 2 januari 2020 werd het akkoord voor de bouw van de EastMed-pijpleiding ondertekend in Athene door de leiders van Griekenland, Cyprus en Israël. De Cypriotische president Nikos Anastasiadis en de Israëlische premier Benjamin Netanyahu kenschetsten het akkoord als ´historisch´. Het akkoord omvat bepalingen voor het waarborgen van de veiligheid van de pijpleiding en een gemeenschappelijk belastingregime.

## Route
De pijpleiding zal een verbinding vormen tussen het Leviathanveld (Israël) en het Aphroditeveld (Cyprus) met Europa. Deze aardgastransportleiding begint in het Levantijns Bekken en zal aanlanden in Cyprus, alwaar een compressorstation wordt gebouwd. Vanaf Cyprus verloopt het tracé ongeveer 700 kilometer in westelijke richting en landt aan op Oost-Kreta. De bouw van een compressorstation op Kreta voorziet in de levering van aardgas op dat eiland. Vanaf Kreta loopt het tracé in noordwestelijke richting, waarna het bij het dorp Agios Fokas de oostelijke Peloponnesos bereikt. De EastMed-pijpleiding vervolgt de route in noordwestelijke richting, kruist hierbij de Golf van Patras en bereikt via het westelijke Griekse vasteland de regio Thesprotia. De Poseidonpijpleiding vormt ten slotte de verbinding naar Italië.

## Geopolitiek
In januari 2019 verleenden verschillende energieministers in de regio hun goedkeuring aan de oprichting van het Oostmediterrane Gasforum. Total S.A., Eni, Novatek en Exxon ondertekenden overeenkomsten voor de gaswinning en –productie met de betrokken overheden. De huidige lidstaten van het Gasforum zijn Egypte, Cyprus, Israël en Griekenland. Vertegenwoordigers van Jordanië en de Palestijnse Gebieden hebben bijeenkomsten van het Oostmediterrane Gasforum bijgewoond. In januari 2020 verzochten Frankrijk en de Verenigde Staten om deelname aan het forum, achtereenvolgens als lidstaat en permanente waarnemer.
Turkije vormt een uitzondering op de regionale bereidheid tot samenwerking. De Turkse overheid heeft verklaard tegenstander te zijn van de EastMed-pijpleiding, waarop de Europese Unie benadrukte dat de pijpleiding voldoet aan internationaal recht.